# Église Saint-Nicolas de La Hulpe
L'église Saint-Nicolas est une église d'origine romane située à La Hulpe dans la province belge du Brabant wallon.

## Historique
L'église fut fondée par Henri Ier (1165-1235), duc de Brabant et de Basse-Lotharingie.
On distingue cinq phases dans la construction de l'église :
- la tour occidentale édifiée en style roman-gothique au début du XIIIe siècle[2],[1]

- la nef centrale gothique, de la première moitié du XIIIe siècle[1]

- le chœur gothique de 1555[2]

- le portail occidental de style Louis XV du troisième quart du XVIIIe siècle[1]

- les nefs latérales néogothiques construites en 1906-1910 (en remplacement des nefs latérales construites en 1834-1840)[2]

La tour, la nef et le chœur font l'objet d'un classement au titre des monuments historiques depuis le 21 décembre 1936.

## Architecture extérieure

### La tour
L'église présente à l'ouest une puissante tour-porche surmontée d'une flèche couverte d'ardoises.
Chaque face de la tour est percée d'une fine baie rectangulaire à l'avant-dernier niveau et de deux baies campanaires au dernier niveau.
Une tourelle d'escalier est adossée à la face méridionale de la tour : elle est percée de trois fines baies rectangulaires.

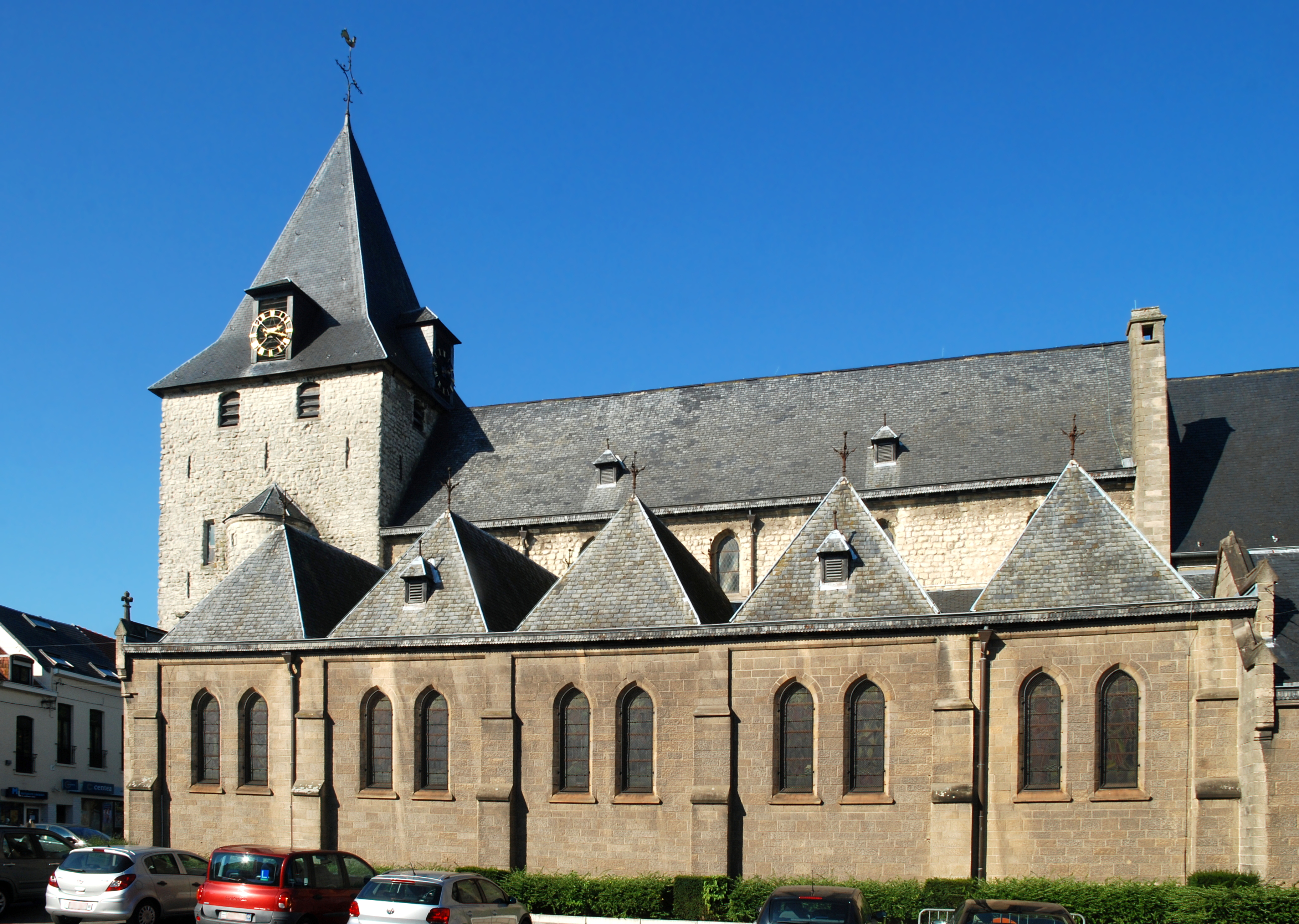
La façade méridionale.
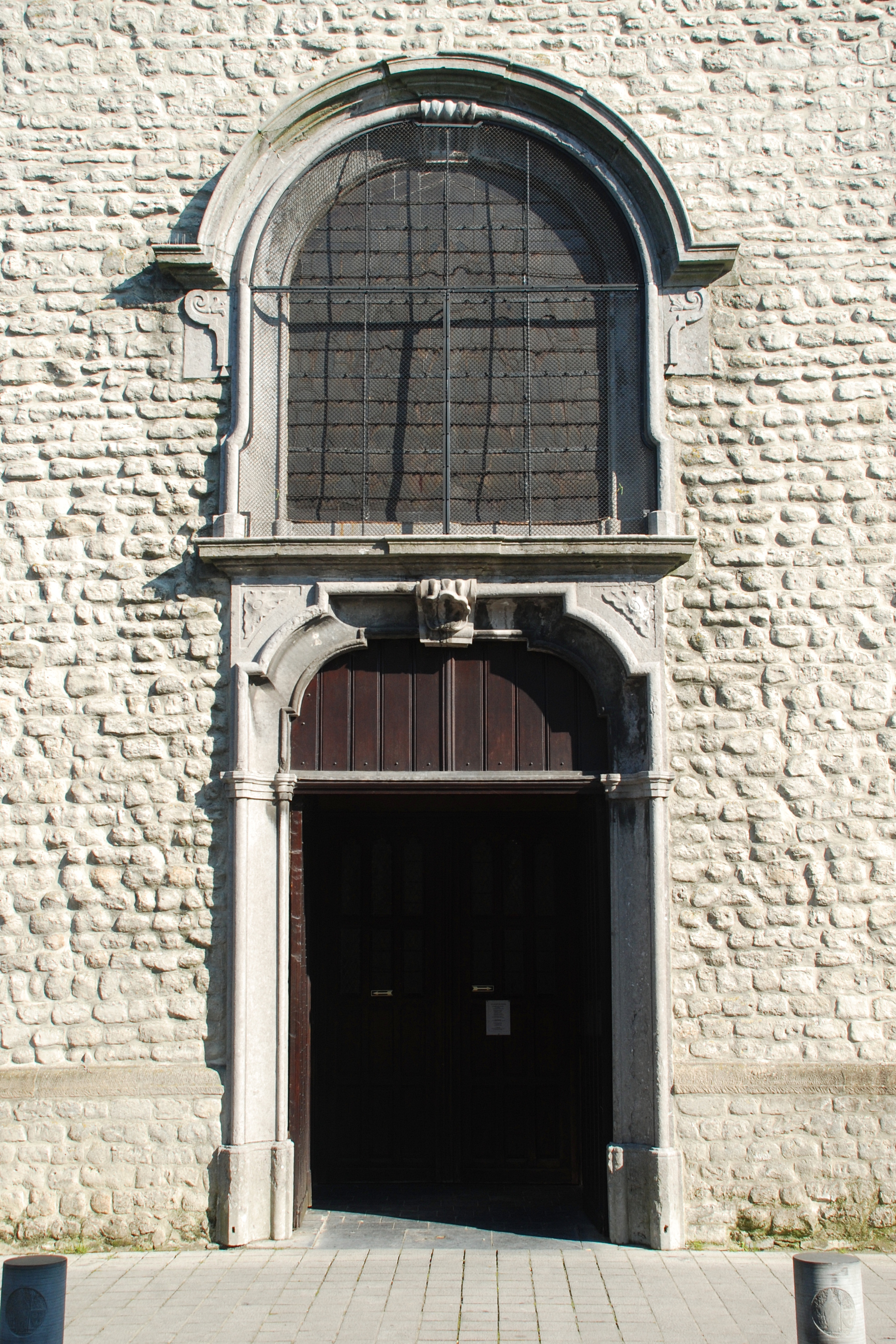
Le portail de style Louis XV.
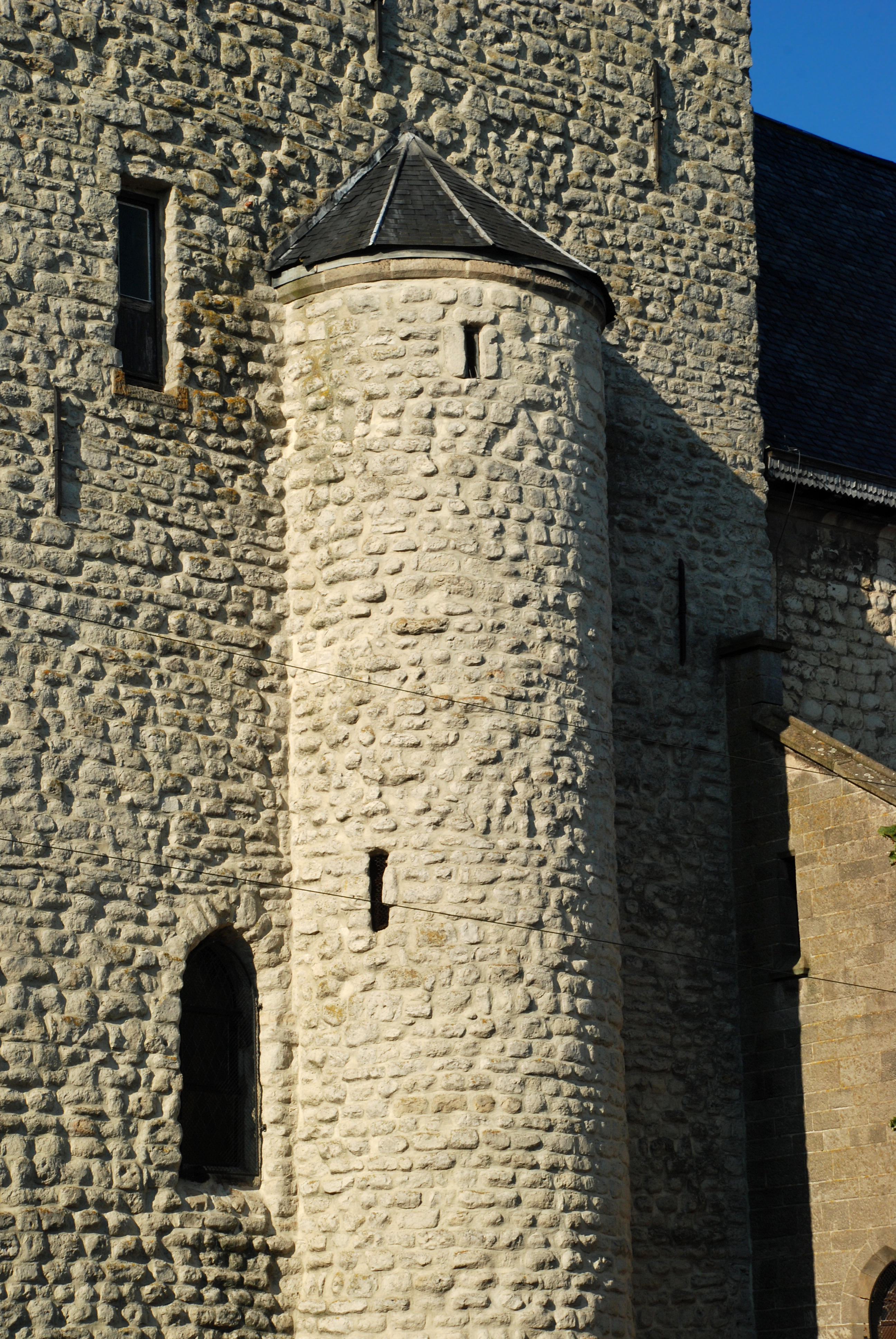
La tourelle de la tour, donnant accès à l'étage.

### Le portail
La façade occidentale de la tour est percée d'une porte de style baroque surmontée d'une grande baie cintrée.

## Architecture intérieure
- La chaire de vérité en chêne est signée par Jacques De Braekeleer
- Les vitraux du choeur ont été réalisés par Jean-Baptiste Capronnier.

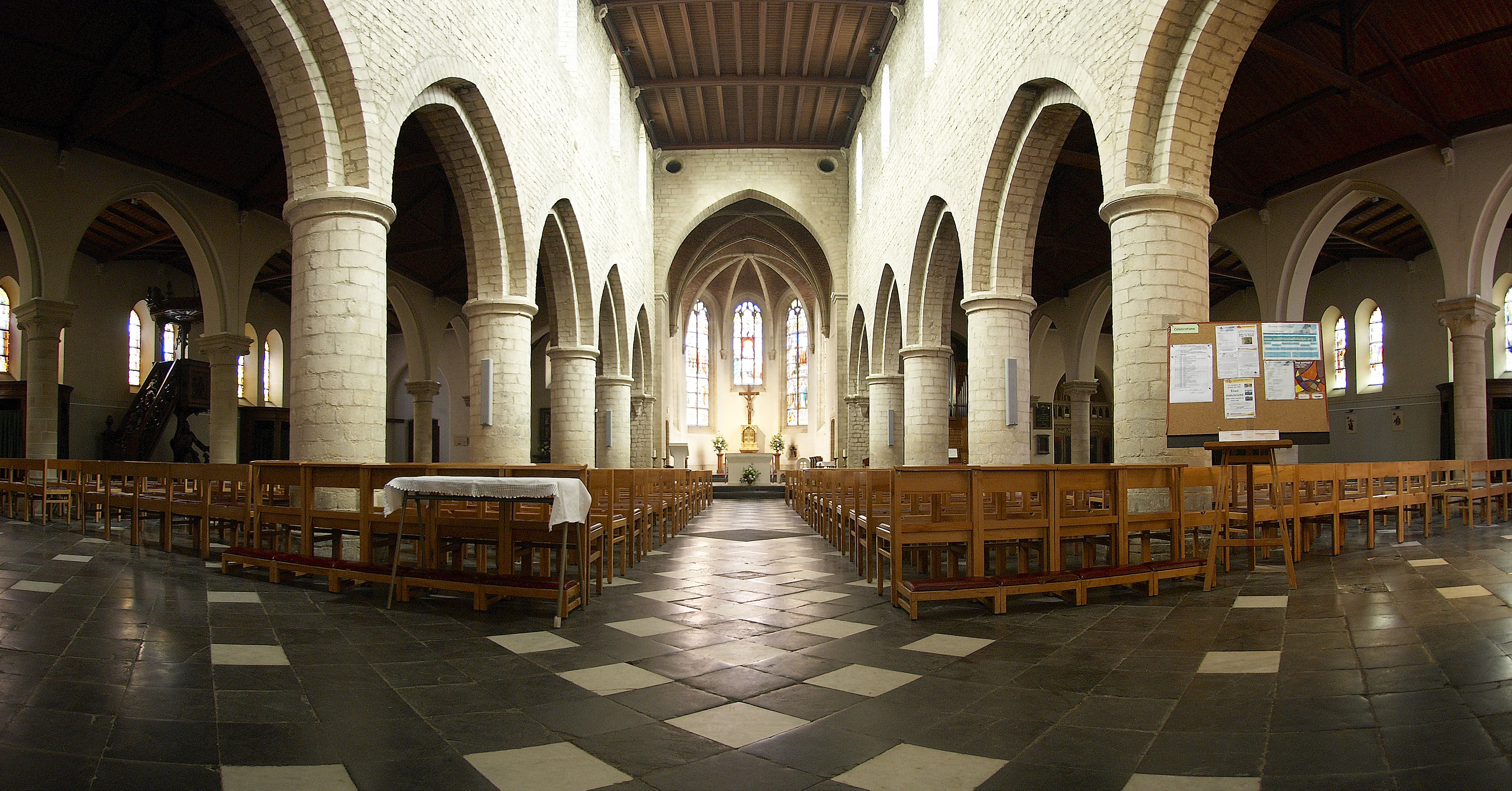
La nef centrale.